# Лодыжинский лес
Лодыжинский лес — государственный природный заказник (комплексный) регионального (областного) значения Московской области, целью которого является сохранение ненарушенных природных комплексов, их компонентов в естественном состоянии; восстановление естественного состояния нарушенных природных комплексов, поддержание экологического баланса. Заказник предназначен для:
- сохранения и восстановления природных комплексов;
- сохранения местообитаний, редких видов растений и животных.

Заказник основан в 1990 году. Местонахождение: Московская область, городской округ Серебряные Пруды, сельское поселение Узуновское, в 0,3 км к северу от д. Васильевское, в 0,2 км к юго-западу от деревни Косяево, в 0,5 км к востоку от платформы «152 км». Заказник состоит из четырёх участков, разделенных автодорогой Р 114 «Кашира-Серебряные Пруды-Кимовск-Узловая», а также линией электропередачи, идущей по направлению от деревни Степановки до села Малынь.
Общая площадь заказника составляет 503,32 га (участок № 1 (западный) — 150,81 га, участок № 2 (центральный) — 38,86 га, участок № 3 (восточный) — 272,31 га, участок № 4 (юго-восточный) — 41,34 га). Участок № 1 заказника включает кварталы 26, 27, 28; участок № 2 включает юго-западные части кварталов 29 и 30; участок № 3 включает кварталы 31, 32, 33, а также северо-восточную часть квартала 29, северную часть кварталов 30 и 34; участок № 4 включает южную часть квартала 34 Серебряно-Прудского участкового лесничества Луховицкого лесничества.

## Описание
Территория заказника расположена на северо-восточных склонах Среднерусской возвышенности в зоне распространения волнистых, наклонных, моренно-водноледниковых, эрозионно-денудационных равнин.
Заказник включает водораздельные и придолинные склоновые поверхности равнины между реками Березинка (левый приток реки Осетр), Истоминка (левый приток реки Березники) и Ракитка (левый приток реки Истоминки). Территория расчленена плоскодонными балками без постоянных водотоков. Средние абсолютные высоты поверхностей — 170—190 м над у.м. Колебания высот в заказнике достигают 55 м.
Четвертичные отложения территории представлены толщей склоновых и пролювиальных суглинков, маломощными ледниковыми валунными суглинками днепровской морены, подстилаемыми песками, алевритами и глинами мелового и юрского возраста, известняками и доломитами карбона. В приустьевой части реки Истоминки выделяется фрагмент древней прадолины реки Осётр, которая заполнена песками с включением гальки.
На территории участка № 1 заказника абсолютные высоты изменяются от 143 м над у.м. в юго-западной части до 182 м над у.м. в восточной части. Общий наклон поверхности территории участка юго-западный в сторону долины реки Березовки, а также западный и северо-западный — в сторону долины реки Истоминки.
Абсолютные высоты участка № 2 заказника колеблются от 168 м над у.м. в южной части до 186 м над у.м. в северо-восточной части. Общий наклон поверхности равнины на участке юго-западный в сторону долины реки Березовки.
В северной части участка № 3 заказника абсолютные высоты опускаются до 159 м над у.м., в юго-восточной части — поднимаются до 198 м над у.м. Территория имеет общий слабый наклон поверхности в северном направлении. В пределах Участка № 3 расположена крупная эрозионная форма балочного типа — левый отрог долины реки Ракитки.
Наиболее повышенный участок № 4 заказника расположен на высотах 196—198 м над у.м.
Территория заказника относится к бассейну реки Осетр. Гидрологический сток территории направлен в реки Березинка, Истоминка, Ракитка и их притоки. Постоянные водотоки в заказнике отсутствуют. В пределах крупной балки в центральной части участка № 3 сформировался небольшой водоём, густо затянутый водной растительностью.
На территории заказника на возвышенных поверхностях преобладают серые типы почв, сформировавшиеся под широколиственными лесными массивами. В нижних частях склоновых поверхностей равнин, межхолмовых понижениях, на участках с замедленным дренажем образовались серые глеевые почвы. На переувлажнённых участках днищ балок, в местах сочений грунтовых вод отмечаются перегнойно-глеевые почвы.

### Флора и растительность
Территория заказника практически полностью занята массивами широколиственных лесов с примесью мелколиственных пород, произрастающих на пологих приводораздельных склонах и бортах балки, расположенной в центральной части заказника.
Участок № 1 в западной части заказника в кварталах 26, 27 и 28 занят дубовыми, кленово-дубовыми и липово-дубовыми старовозрастными лесами (возраст дубов — 80—100 и более лет). Сообщества имеют сложную многоярусную структуру, хорошо выражен сомкнутый подлесок высотой до 4-5 метров, где преобладают лещина, жимолость лесная, калина. Травостой состоит из большого числа широкотравных видов — пролесника многолетнего и зеленчука жёлтого (доминируют), а также копытня европейского, медуницы неясной, фиалки удивительной, будры плющевидной. Изредка встречается колокольчик крапиволистный — редкий и уязвимый вид, не включённый в Красную книгу Московской области, но нуждающийся на её территории в постоянном контроле и наблюдении. Вдоль дорог и на опушках на участке № 1 произрастают вторичные кленово-осиновые с примесью берёзы с лещиной и жимолостью снытьевые сообщества. Это средневозрастные леса с древостоем высотой до 25 метров, сомкнутым подлеском, обильным подростом клёна платановидного. В примеси к сныти в травостое присутствуют купена душистая, хвощи зимующий и луговой, ландыш майский.
На небольшой площади участка № 2 произрастают кленово-дубовые и дубово-кленовые с примесью липы и осины широкотравные сообщества. Древостой имеет несколько подъярусов, первый достигает высоты 25 метров. Подлесок высотой до 3 метров и сомкнутостью до 60 % образован лещиной, черемухой и рябиной. Для травостоя характерен типичный набор видов дубравного широкотравья, встречаются также петров крест чешуйчатый и хвощ зимующий.
На участке № 3 в глубине лесного массива (центральные части кварталов 30, 32, 33) на дренированных склонах произрастают хорошо сохранившиеся кленово-дубовые с липой леса со сложной структурой и богатым видовым составом. Наиболее характерны пролесниковые, зеленчуковые и снытьевые типы леса. Древостой данных сообществ достигает высоты 25—27 метров, диаметр стволов 40—50 см. Местами встречаются отмершие дубы, диаметр стволов которых около 1 метра. В подлеске наиболее распространена лещина, образующая сомкнутые заросли. Весной выраженный аспект дает хохлатка Маршалла — вид, занесенный в Красную Книгу Московской области. По окраинам лесных массивов распространены различные производные варианты широколиственных лесов. В квартале 30, наряду с липово-дубовыми лещиновыми широкотравными лесами, произрастают осиновые с участием березы лещиновые и жимолостные снытевые, зеленчуковые и широкотравно-хвощевые сообщества. В подросте здесь изредка встречается клен полевой — вид, занесенный в Красную Книгу Московской области.
На восточной и северной окраинах квартала 33 вдоль пахотных и сенокосных угодий встречаются березовые и осиновые широкотравные сообщества. Среди широкотравья здесь изредка встречается колокольчик крапиволистный. Пологие борта балки, расположенной в центральной части заказника (квартал 31), заняты кленово-вязовыми с березой и осиной широкотравными лесами с доминированием в травостое пролесника многолетнего, сныти, местами со значительным участием хвоща зимующего, кочедыжника женского, щитовников мужского и картузианского, яснотки пятнистой. Встречаются влаголюбивые виды: ива пепельная — в подлеске, таволга вязолистная, гравилат речной, осока дернистая, сердечник горький — в травостое.
Участок № 4 расположен на территории квартала 34. В его растительном покрове преобладают средневозрастные липово-ясеневые лещиновые снытьевые леса, которые отличаются меньшим разнообразием. В редком подлеске доминируют лещина и рябина, единично произрастает клён полевой. В травостое преобладает сныть, местами встречаются пятна копытня европейского и ландыша майского.

### Фауна
Фауна позвоночных животных заказника отличается хорошей сохранностью для сообществ смешанных и широколиственных лесов средней полосы России. Отсутствие синантропных видов свидетельствует о высокой степени сохранности экосистем заказника.
На территории заказника отмечено обитание 30 видов позвоночных животных, из них один вид рептилий, 18 видов птиц и 11 видов млекопитающих.
Несмотря на значительные размеры заказника, его природные сообщества, с точки зрения населяющей его фауны позвоночных животных, являются довольно однотипными, в связи с чем на его территории выделяются всего два зоокомплекса (зооформации) — зооформация лиственных и смешанных лесов и зооформация лугово-опушечных местообитаний. Животный мир лесных зооформаций заказника на всех его участках является неделимым и представлен одним и тем же набором видов, в связи с чем ниже приводится единое описание данной зооформации для всех четырёх участков. Зооформация лугово-опушечных местообитаний наибольшее распространение имеет на участке № 3, а на остальных она представлена фрагментарно.
Абсолютно господствующей в заказнике является зооформация лиственных и смешанных лесов. Данная зооформация представлена видами, экологически связанными с древесно-кустарниковой растительностью, и включает как типичных обитателей неморальных сообществ, так и виды, имеющие более широкую экологическую приуроченность: связанные с лиственными лесами или встречающиеся в лесных насаждениях всех типов. Данную зооформацию населяют обыкновенная бурозубка, малая лесная мышь, рыжая полевка, лесная куница, кабан, лось, зелёная пересмешка, пеночка-трещотка, мухоловка-пеструшка, мухоловка-белошейка (редкий и уязвимый вид, не включенный в Красную книгу Московской области, но нуждающийся на территории области в постоянном контроле и наблюдении), славка-черноголовка, обыкновенный соловей, чёрный дрозд, поползень, пищуха, обыкновенная лазоревка, большая синица, зяблик, ворон, желна.
В лиственных лесах участков № 1 и 4 обитает барсук (редкий и уязвимый вид, не включенный в Красную книгу Московской области, но нуждающийся на территории области в постоянном контроле и наблюдении). В околоводных местообитаниях, представленных на участке № 3, встречается серая цапля.
Лугово-опушечную зооформацию представляют следующие виды: обыкновенный крот, полевая мышь, енотовидная собака, канюк, луговой конек, белая трясогузка. С лугово-опушечными местообитаниями заказника связана в своем распространении бабочка белянка рапсовая, редкий и уязвимый вид, не включенный в Красную книгу Московской области, но нуждающийся на территории области в постоянном контроле и наблюдении.
По всей территории заказника обитает обыкновенная лисица.

## Объекты особой охраны заказника
Охраняемые экосистемы: полидоминантные широколиственные широкотравные леса с редкими видами растений.
Места произрастания и обитания охраняемых в Московской области, а также иных редких и уязвимых видов растений и животных, зафиксированных на территории заказника, перечисленных ниже, а также барсука.
Охраняемые в Московской области, а также иные редкие и уязвимые виды растений:
- виды, занесенные в Красную книгу Московской области: клён полевой, хохлатка Маршалла.
- виды, являющиеся редкими и уязвимыми таксонами, не включённые в Красную книгу Московской области, но нуждающиеся на территории области в постоянном контроле и наблюдении: колокольчик крапиволистный.

Виды животных, являющиеся редкими и уязвимыми таксонами, не включённые в Красную книгу Московской области, но нуждающиеся на территории области в постоянном контроле и наблюдении: мухоловка-белошейка, белянка рапсовая.